# Tibetan Freedom Concert (album)
Tibetan Freedom Concert è un album tratto da un'esibizione a New York del 1997 facente parte dell'omonima serie di concerti rock tenutisi tra il 1996 e il 2001, a cui parteciparono numerosi artisti internazionali per appoggiare il movimento d'indipendenza tibetano.

## Tracce

### Disco 1
- Opening prayers - Monaci tibetani
- Ground On Down - Ben Harper
- Blues Explosion Man - Blues Explosion
- Om Mani Padme Hung - Yungchen Lhamo
- About a Boy - Patti Smith
- Fake Plastic Trees - Radiohead
- Oh My God - A Tribe Called Quest
- One - U2
- Cast No Shadow - Noel Gallagher
- Wildflower - Sonic Youth
- Meija - Porno for Pyros
- The Celebration - Nawang Khechog
- This Is a Call - Foo Fighters
- The Bridge Is Over/Black Cop/South Bronx Medley - KRS-1
- Star Spangled Banner/Nobody Beats the Biz - Biz Markie
- Closing prayers - Monaci tibetani

### Disco 2
- Opening prayers - Monaci tibetani
- Yellow Ledbetter - Eddie Vedder & Mike McCready
- Noise Brigade - The Mighty Mighty Bosstones
- Type Slowly - Pavement
- Gyi Ma Gyi - Dadon
- Heads of Government - Lee "Scratch" Perry
- She Caught the Katy - Taj Mahal & The Phantom Blues Band
- Beetlebum - Blur
- Electrolite - Mike Mills & Michael Stipe
- Ajo Sotop - Chaksam-pa
- Wake Up - Alanis Morissette
- Hyper-ballad - Björk
- The Harder They Come - Rancid
- Root Down - Beastie Boys
- Closing prayers - Monaci tibetani

### Disco 3
- Birthday Cake - Cibo Matto
- Asshole - Beck
- Me, Myself & I - De La Soul
- Fu Gee La - Fugees
- Bulls on Parade - Rage Against the Machine